# Čemernica (kanton sarajewski)
Čemernica (serb. Чемерница) – wieś w środkowej Bośni i Hercegowinie, w Federacji Bośni i Hercegowiny, w kantonie sarajewskim, w gminie Ilijaš

## Położenie
Wieś położona jest w północnej części kantonu, w odległości około 17 km na północny wschód od stolicy gminy- Ilijaš i około 30 km na północ od Sarajewa.

## Klimat
Miejscowość położona jest w strefie klimatu umiarkowanego przejściowego między klimatem kontynentalnym a śródziemnomorskim. Charakterystycznymi cechami tego klimatu są bardzo mroźne zimy i upalne lata. Dodatkowo zimą występują bardzo silne wiatry.

## Demografia
W 1991 roku wieś zamieszkiwało 13 osób, wszyscy narodowości serbskiej. Od 1961 roku następowały następujące zmiany liczby ludności wsi Čemernica:
| Rok             | 1961 | 1971 | 1981 | 1991 |
| Liczba ludności | 62   | 51   | 17   | 13   |